# Urlaub am Bauernhof
Urlaub am Bauernhof (UaB) ist ein Verein und die Marke, unter der in Österreich der Tourismussparte Privatquartiere auf Bauernhöfen als Sektor des Agrotourismus angeboten wird.

## Vereinsziele und Organisation

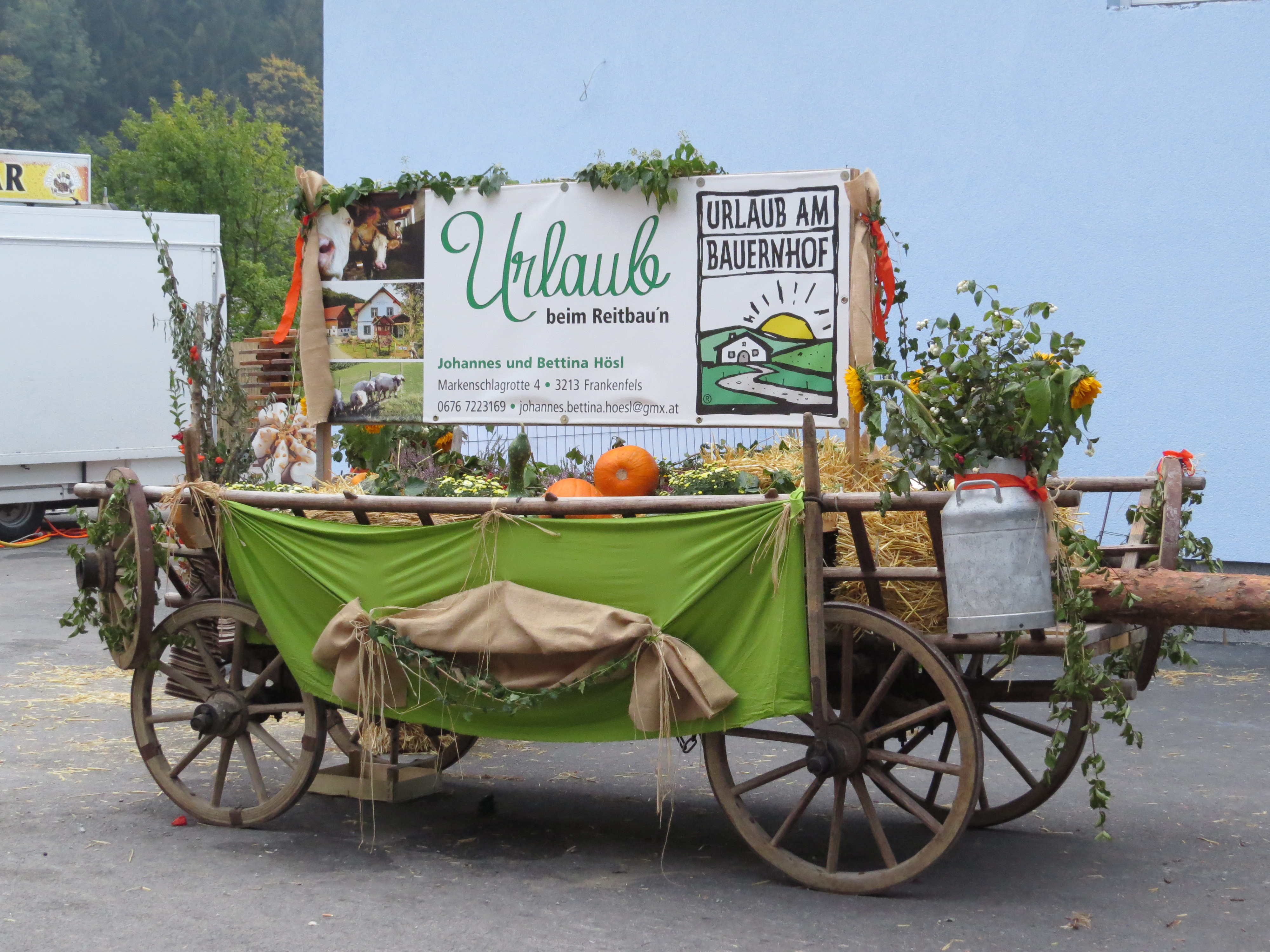
Geschmückter historischer Ladewagen als Werbung am Bahnhof Frankenfels, Österreich (2017)

Urlaub am Bauernhof ist ein Zusammenschluss, der rund 2.300 bäuerliche Familienbetriebe repräsentiert und mit entsprechender Qualitätskontrolle einhergeht.
Die Marke deckt die Profile Bio-, Gesundheits-, Wein-, Kinder-, Reit-, Radler-, Seminar- und behindertengerechten Urlaub ab:
- Urlaub am Biobauernhof
- Urlaub am Vitalhof
- Urlaub auf dem Baby- und Kinderbauernhof – für familienfreundlichen Urlaub
- Urlaub am Reiterbauernhof – Freizeitreiten
- Urlaub am Winzerhof – Weinbauregionen im Burgenland, Niederösterreich, Steiermark
- Urlaub barrierefrei – für mobilitätseingeschränkte Urlauber
- Urlaub auf der Alm - für Urlaub auf Almhütten im

Der Verein besteht aus dem Bundesverband und 8 Landesverbänden.
Die Voraussetzung für die Mitgliedschaft ist eine aktive Landwirtschaft. Bei Begrenzung auf 10 Gästebetten (Privatzimmervermietung) ist das Angebot Urlaub am Bauernhof – einschließlich hofeigener ortsüblicher Verpflegung und Beistellung alkoholfreier und selbsterzeugter alkoholischer Getränke – ein gesetzlich zulässiger bäuerlicher Nebenerwerb (häusliche Nebenbeschäftigung, und daher kein Gewerbe). Über 10 Gästebetten liegt gewerbliche Beherbergung vor, sofern nicht Ferienwohnungen ohne tägliche Dienstleistungen (Frühstück oder sonstige Mahlzeiten) angeboten werden (Fremdenunterkunftsart Ferienwohnungen und -häuser). Die durchschnittliche Betriebsgröße des Vereins beträgt 11,8 Gästebetten, ca. 11 % der Mitglieder führen den Betrieb gewerblich (2024).
Die Mitgliederzahlen sind seit vielen Jahren stagnierend. Als Gründe werden (für die Steiermark, aber wohl österreichweit gültig) angegeben, dass „einerseits die Zahl der Bauernhöfe insgesamt rückläufig ist, andererseits eine gewisse Zahl von Vermietern in der Zwischenzeit mehr als 10 Betten vermietet und somit unter die gewerblichen Betriebe fällt oder auf Vermietung von Ferienwohnungen umgestellt hat.“

## Wirtschaftliche Bedeutung
Mit etwa 23.000 Betten (2023) gehört Urlaub am Bauernhof zu den großen touristischen Organisationen in Österreich. Die Summe der Tagesausgaben der Bauernhofgäste im ländlichen Raum beträgt insgesamt ca. € 750 Mio. Damit kommt der bäuerlichen Vermietung erhebliche wirtschaftliche Bedeutung im ländlichen Raum zu. Es wird angenommen, dass etwa die Hälfte dieser Ausgaben auf den Bauernhöfen getätigt werden.
Man schätzt die Gesamt-Tagesausgaben der Bauernhofgäste insgesamt auf jährlich etwas unter 1 Mrd. €. Der Urlaub am Bauernhof stellt damit einen wichtigen Beitrag zur Existenzsicherung landwirtschaftlicher Betriebe in Österreich dar.